# La Fage-Saint-Julien
La Fage-Saint-Julien – miejscowość i gmina we Francji, w regionie Oksytania, w departamencie Lozère.
Według danych na rok 1990 gminę zamieszkiwały 203 osoby, a gęstość zaludnienia wynosiła 11 osób/km² (wśród 1545 gmin Langwedocji-Roussillon Fage-Saint-Julien plasuje się na 706. miejscu pod względem liczby ludności, natomiast pod względem powierzchni na miejscu 420.).